# Thorntonbank

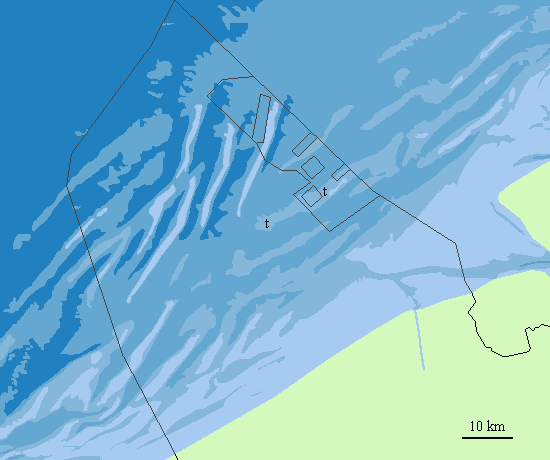
De Thorntonbank aangegeven met t, gelegen binnen het gebied dat is aangewezen voor windmolenparken, binnen de Belgische territoriale wateren

De Thorntonbank is een zandbank in de Noordzee voor de kust van zowel België als Nederland ten westen van de monding van de Westerschelde. De zandbank torent zo'n 25 meter boven de omliggende vaargeulen uit en is ongeveer 20 km lang. Ze loopt evenwijdig met de kust en is de meest noordelijke van de Zeelandbanken.

## Naamgeving
De bank wordt eerst vermeld als de Thornton Ridge in 1806, in Engelse zeilinstructies voor de Vlaamse, Hollandse en Duitse kusten. Hoogstwaarschijnlijk is de bank naar John Thornton genoemd of naar zijn zoon Samuel, twee Londenaars die eind 17de, begin 18de eeuw een belangrijke rol speelden in de aanmaak van vele zeekaarten wereldwijd.

## Windparken
Het windpark van C-Power is tussen 2008 en 2013 gebouwd op het Belgische gedeelte van deze zandbank, 54 windturbines.
Het consortium Norther kreeg een licentie voor een windmolenpark ten zuidoosten van de Thorntonbank.
Ook de N.V. Rentel kreeg een vergunning voor een windpark ten noordwesten van de Thorntonbank en ten zuidoosten van de Lodewijkbank.